# La rotaia
La rotaia (Scherben; ted.: "cocci, frantumi") è un film del 1921, diretto da Lupu Pick.

## Trama
Primo giorno. In una piccola stazione di transito isolata in una località montana abita il capostazione con la moglie e la figlia. La famiglia conduce una vita modesta ed abitudinaria, non infelice. La sera, all'ora di cena, il telegrafo trasmette la notizia della prossima venuta di un ispettore ferroviario, che abiterà in una stanza alla stazione. Fuori infuria una tempesta, e i vetri di una finestra si rompono: i cocci vengono depositati in un secchio.
Secondo giorno. Arriva l'ispettore. La notte, quando il capostazione è lungo i binari per effettuare le sue quotidiane manutenzioni, la moglie, avendo notato del fumo uscire dalla stanza dell'ispettore, e non avendo ricevuto risposta dopo aver bussato alla porta, temendo un incendio sta avventandosi su di essa con una scure, quando finalmente l'ispettore le apre. La donna scopre che il fumo era dovuto alla sigaretta dell'ispettore, e nello stesso tempo scopre la figlia nella camera di lui, in atteggiamenti che non danno adito a dubbi. La figlia viene colta da un malore e giace a letto pressoché priva di sensi. La madre, sconvolta, poco dopo si reca, attraverso le contrade innevate, presso una cappella rurale lungo un sentiero, e si inginocchia a pregare. Prima che faccia buio si accascia ai piedi del crocefisso, esanime. Il capostazione torna a casa, e, per non disturbare la moglie, che crede presente, si corica nel proprio letto.
Terzo giorno. È solo la mattina che padre e figlia si accorgono dell'assenza della madre; il primo è come minimo stupito, la seconda è angosciata. Il capostazione esce, e ritorna portando in braccio il cadavere della moglie, che ha trovato sotto il crocefisso. L'ispettore lo vede, e si ritira nella propria stanza.
Quarto giorno. Mentre il capostazione trasporta il corpo della moglie alla vicina chiesa per il funerale e l'inumazione, l'ispettore, in camera, si sta (se ne sta) lavando le mani; la figlia, che aveva creduto ad un rapporto serio, gli si avvicina, sperando almeno di trarre qualcosa di positivo al di là del lutto. Ma l'ispettore la rifiuta bellamente.
Quinto giorno. La figlia, esasperata, confessa al padre gli avvenimenti di qualche notte prima. Il capostazione uccide l'ispettore - mentre la figlia esce di casa - poi, contrariamente alla routine, con un segnale blocca un treno che stava transitando, e confessa al macchinista: "Sono un assassino". I passeggeri, contrariati per l'imprevista fermata, dopo essersi affacciati ai finestrini, ritornano tranquillamente al vagone ristorante. Dall'alto di una roccia che sovrasta la ferrovia la figlia vede giungere il treno che ha ripreso la corsa.
I frantumi del vetro della finestra sono ancora nel secchio.

## Distribuzione
La prima proiezione pubblica è avvenuta a Berlino il 27 aprile 1921 presso due sale contemporaneamente: la U.T. Kufürstendamm (con musiche dal vivo composte da Giuseppe Becce) e la Mozartsaal del teatro Metropol (con musiche dal vivo composte da Alexander Schirmann).